# Грумбридж 34
Грумбридж 34 (англ. Groombridge 34) — оптически кратная звезда в созвездии Андромеды. Пара ярчайших компонентов образует гравитационно связанную систему на расстоянии приблизительно 11,64 световых лет (около 3,57 парсеков) от Солнца, это одна из ближайших к нам звёздных систем.
Система впервые упоминается в каталоге циркумполярных звёзд британского астронома Стивена Грумбриджа. На основе многочисленных фотографий 1937—1970 годов астрономы определили среднее расстояние между первыми двумя компонентами, оно составляет 147 а.е.. Первые два компонента обращаются вокруг общего центра масс по круговой орбите (e=0,00) за 2600 лет.

## Характеристики
Первый компонент (GX Андромеды (лат. GX Andromedae), HD 1326) — красный карлик, эруптивная переменная звезда типа UV Кита (UV) спектрального класса M1Ve или M1,4V. Видимая звёздная величина — от +10,85m до +10,3m. Масса — около 0,38 солнечной, радиус — около 0,38 солнечного, светимость — около 0,022 солнечной. Эффективная температура — около 3607 K.
Второй компонент (GQ Андромеды (лат. GQ Andromedae), HD 1326B) — красный карлик, эруптивная переменная звезда типа UV Кита (UV), вращающаяся переменная звезда типа BY Дракона (BY:) спектрального класса M6Ve или M4,1V. Видимая звёздная величина — от +12,8m до +12,2m. Масса — около 0,15 солнечной, радиус — около 0,18 солнечного, светимость — около 0,00085 солнечной. Эффективная температура — около 3304 K. Удалён на 39,1 угловых секунд.
Третий компонент (GSC 02794-01389) — красный карлик[уточнить] спектрального класса M5V на расстоянии около 267 парсеков от Солнца. Видимая звёздная величина звезды — +11,827m. Радиус — около 1,12 солнечного, светимость — около 0,672 солнечной. Эффективная температура — около 4934 K. Удалён на 36,5 угловых секунд.
Четвёртый компонент (WDS J00184+4401D). Видимая звёздная величина звезды — +15,98m. Удалён на 6,4 угловых секунд.
Пятый компонент (WDS J00184+4401E). Видимая звёздная величина звезды — +16,52m. Удалён от второго компонента на 7,5 угловых секунд.
Шестой компонент (WDS J00184+4401F). Видимая звёздная величина звезды — +16,2m. Удалён от второго компонента на 11,9 угловых секунд.

## Планетная система
Исследования системы Грумбридж 34 AB с помощью космического телескопа Хаббл, проведённые в 2000 году, не выявили присутствия в системе объекта массой больше Юпитера.
В августе 2014 года было объявлено об открытии у Грумбриджа 34 А (GX Андромеды) планеты Грумбридж 34 А b массой 5,35 массы Земли.
Совмещение измерений спектрографа CARMENES с измерениями спектрографов HARPS и HIRES позволило обнаружить при помощи метода лучевых скоростей в 2017 году у звезды Грумбридж 34 А планету Грумбридж 34 А с или Gliese 15 A c (GJ 15 A c) с предполагаемой минимальной массой 51,8+5,5
−5,8 массы Земли и самым большим для красных карликов периодом обращения в 7025+972
−629 суток. По расчётам Маттео Пинамонти из Астрофизической обсерватории Турина минимальная масса планеты Глизе 15 A c составляет 36+25
−18, поэтому планета попадает в редкий класс супернептунов, таких как HAT-P-11 b и K2-33 b. Орбитальный период Gliese 15 A c составляет 7600 дней (20,8 года).

## Ближайшее окружение звезды
Следующие звёздные системы находятся на расстоянии в пределах 10 световых лет от Грумбридж 34:
| Звезда             | Спектральный класс | Расстояние, св. лет |
| Росс 248           | M5,5 Ve            | 1,8                 |
| Крюгер 60 AB       | M3 V / M4 V        | 4,9                 |
| EV Ящерицы         | M3,5 Ve            | 6,2                 |
| 61 Лебедя AB       | M5 Ve / K7 Ve      | 7,1                 |
| η Кассиопеи AB     | G0 V / K7 V        | 8,7                 |
| Звезда Тигардена   | M6,5 V             | 8,9                 |
| L 1159-16          | M4,5 Ve            | 9,0                 |
| Звезда ван Маанена | DZ8                | 9,1                 |
| Струве 2398 AB     | M3,0 V / M3,5 V    | 9,8                 |